# Meneldil
Meneldil es un personaje ficticio que pertenece al legendarium creado por el escritor británico J. R. R. Tolkien. Es un dúnadan, cuarto hijo de Anárion y sobrino de Isildur, nacido en el año 3318 de la Segunda Edad del Sol en Númenor.

## Historia
Meneldil fue el último de los hombres y de los descendientes de Elendil que nació en la isla de Númenor. Un año después de su nacimiento, ocurrió el Hundimiento de Númenor y Meneldil fue llevado por su padre a la Tierra Media, donde creció en la recién construida Minas Ithil.
Finalizada la Guerra de la Última Alianza y debido a la muerte de su padre, Isildur le instruyó en el oficio de rey, para gobernara Gondor en lugar de Anárion, mientras él se ocupaba del Reino de Arnor. Meneldil también acompañó a su tío en su viaje por las tierras que Gondor reclamaba como propias y más tarde fue con él a Halifirien, donde construyeron la tumba de su abuelo Elendil. Isildur le aconsejó a Meneldil que visitara la tumba cuando necesitara consejo y que, llegado el momento, llevara también allí a su heredero. Desde entonces, esto se convirtió en costumbre entre los Reyes de Gondor.
Meneldil tuvo como hijos a Cemendur y Dilíniath y reinó 156 años, siendo sucedido tras su muerte por su primogénito.

## Etimología
El nombre de Meneldil está compuesto en la lengua quenya, costumbre que tuvo su origen en Númenor y que pasó a los Señores de Andúnië, de los que Meneldil descendía, cuando los Reyes Númenóreanos dieron la espalda a los Valar. Elendil, abuelo de Meneldil, inició también esta costumbre en los Reinos Exiliados de Gondor y Arnor. El nombre puede recibir distintos significados dependiendo del uso de los términos que lo forman: 
- Menel : significa «cielo».
- -ldil : también como -ndil, es un sufijo que expresa devoción, por lo que se puede traducir como «amante de» o «amigo de».

Así el nombre significa «amante del cielo» o «amigo del cielo», aunque el término también es usado como «astrónomo», por lo que cualquier significado es válido.